# NGC 1090
NGC 1090 is een balkspiraalstelsel in het sterrenbeeld Walvis. Het hemelobject werd op 9 oktober 1785 ontdekt door de Duits-Britse astronoom William Herschel. In het sterrenstelsel vonden twee supernova's plaats (in 1962 en 1971).

## Synoniemen
- PGC 10507
- UGC 2247
- MCG 0-8-11
- ZWG 389.11
- IRAS 02440-0027